# Beker van Oezbekistan

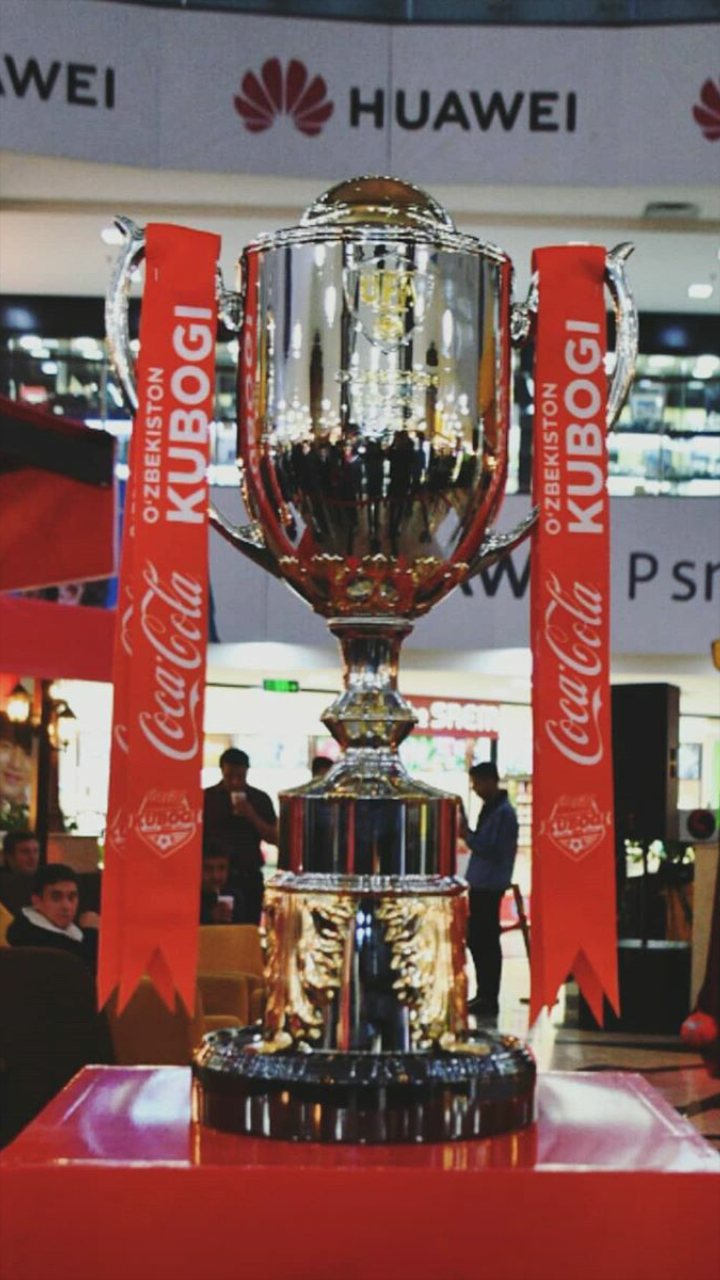
De beker

Het toernooi om de beker van Oezbekistan is het nationale bekervoetbaltoernooi in Oezbekistan.
Tot 1992 was het toernooi een regionaal toernooi in de SSR Oezbekistan en sindsdien het nationale toernooi.

## Winnaars

### SSR Oezbekistan
- 1939 Dinamo Tasjkent
- 1940 Dinamo Tasjkent
- 1941   geen toernooi
- 1942 Dinamo Tasjkent
- 1943 Dinamo Tasjkent
- 1944 Khar'kovskoye Tankovoye Uchilishche Chirchik
- 1945 Khar'kovskoye Tankovoye Uchilishche Chirchik
- 1946 DO Tasjkent
- 1947 Pishchevik Tasjkent
- 1948 Avtozavod im. Chkalova Tasjkent
- 1949 Dinamo Tasjkent
- 1950 Start Tasjkent
- 1951 Start Tasjkent
- 1952 Dinamo Tasjkent
- 1953 Khimik Chirchik
- 1954 ODO Tasjkent
- 1955 Spartak Samarkand
- 1956 Sbornaya Fergany
- 1957 Khimik Chirchik
- 1958 Mekhnat Tasjkent
- 1959 Khimik Chirchik
- 1960 SKA-2 Tasjkent
- 1961 Vostok Yangiabad
- 1962 Sokol Tasjkent
- 1963 Tekstilshchik Tasjkent
- 1964 Tashkentkabel' Tasjkent
- 1965 Tashkabel' Tasjkent
- 1966 Zvezda Tasjkent
- 1967 Vostok Tasjkent
- 1968 Tashkabel' Tasjkent
- 1969 Zvezda Tasjkent
- 1970 DYuSSh-2 Tasjkent
- 1971 SKA Tasjkent
- 1972 Lenin-yuly Karshi
- 1973 Stroitel' Samarkand
- 1974 Tong Karshi
- 1975 Traktor Tasjkent
- 1976 Narimanovets Khorezmskaya Obl.
- 1977 Karshistroy Karshi
- 1978 Khorezm (Kolkhoz im. Narimanova)
- 1979 Khizar Shakhrisabz
- 1980 Khiva
- 1981   geen toernooi
- 1982   geen toernooi
- 1983 Tselinnik Turtkul'
- 1984 Avtomobilist Fergana
- 1985 Metallurg [Bekabad?]
- 1986 Avtomobilist Tasjkent
- 1987 Avtomobilist Tasjkent
- 1988 Avtomobilist Tasjkent
- 1989 Korazhida Ferganskaya Oblast'
- 1990 Metallurg Bekabad
- 1991 Instrumental'shchik Tasjkent

### Oezbekistan
- 1992 Navbahor Namangan
- 1993 Pakhtakor Tasjkent
- 1994 Neftçi Fargʻona
- 1995 Navbahor Namangan
- 1996 Neftçi Fargʻona
- 1997 Pakhtakor Tasjkent
- 1998 Navbahor Namangan
- 1999 geen toernooi
- 2000 FC Dustlik
- 2001 Pakhtakor Tasjkent
- 2002 Pakhtakor Tasjkent
- 2003 Pakhtakor Tasjkent
- 2004 Pakhtakor Tasjkent
- 2005 Pakhtakor Tasjkent
- 2006 Pakhtakor Tasjkent
- 2007 FC Quruvchi
- 2008 FC Bunyodkor
- 2009 Pakhtakor Tasjkent
- 2010 FC Bunyodkor
- 2011 Pakhtakor Tasjkent
- 2012 FC Bunyodkor
- 2013 FC Bunyodkor
- 2014 Lokomotiv Tasjkent
- 2015 Nasaf Qarshi
- 2016 Lokomotiv Tasjkent
- 2017 Lokomotiv Tasjkent
- 2018 FK AGMK
- 2019 Pakhtakor Tasjkent
- 2020 Pakhtakor Tasjkent
- 2021 FC Nasaf
- 2022 FC Nasaf
- 2023 FC Nasaf